# Eva Cash: D.I.R.T. Project
Eva Cash: D.I.R.T. Project, também conhecido pelos títulos alternativos “D.i.R.T.: Origin of the Species”, “D1rT”, “Eva Cash: Projet D.I.R.T.”, “D.I.R.T.” e “Origin of the Species”,  é um jogo eletrônico de ação e tiro em terceira pessoa estilo arcade com temática sci-fi, lançado inicialmente em 8 de novembro de 2006 para PC. Uma versão para PlayStation 2 foi planejada, mas posteriormente cancelada.

## Descrição
Eva codinome Dirt, uma jovem de visual new metal e com habilidades psíquicas, acorda numa cela de prisão e deve descobrir o que aconteceu com ela.